# Mustang Pete's Love Affair
Mustang Pete's Love Affair è un cortometraggio muto del 1911 diretto da E. Mason Hopper, qui al suo debutto come regista.

## Produzione
Il film fu prodotto dalla Essanay Film Manufacturing Company. Gilbert M. 'Broncho Billy' Anderson, fondatore della casa di produzione Essanay (che aveva la sua sede a Chicago), produsse il film a Santa Monica, in California.

## Distribuzione
Distribuito dalla General Film Company, il film - un cortometraggio di una bobina - uscì nelle sale cinematografiche USA l'11 luglio 1911.